# 제2회 EBS 국제다큐영화제
제2회 EBS 국제다큐영화제는 2005년 8월 29일에 열린 시상식이다.

## 수상 및 후보

### 대상
- 필리핀 소년, 분소 - 디치 캐놀리노 수상

### 다큐멘터리 정신상
- 작은 새 - 와타이 다케하루 수상

### 시청자 관객상
- 부탄의 오지학교 - 도지 왕축 수상